# Metropolitana di Roma S.p.A.

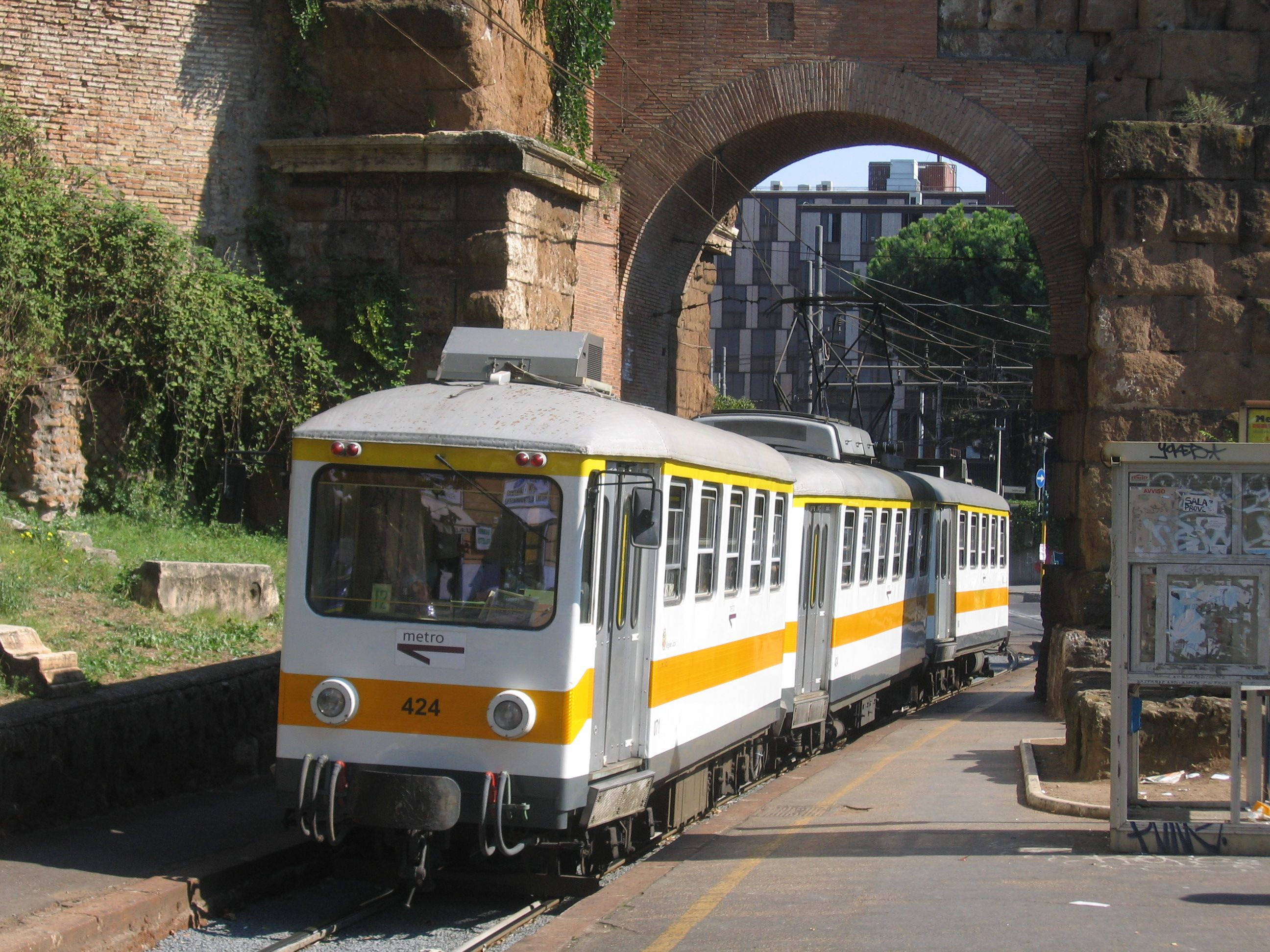
Überlandstraßenbahn Rom Laziali–Giardinetti an der Porta Maggiore

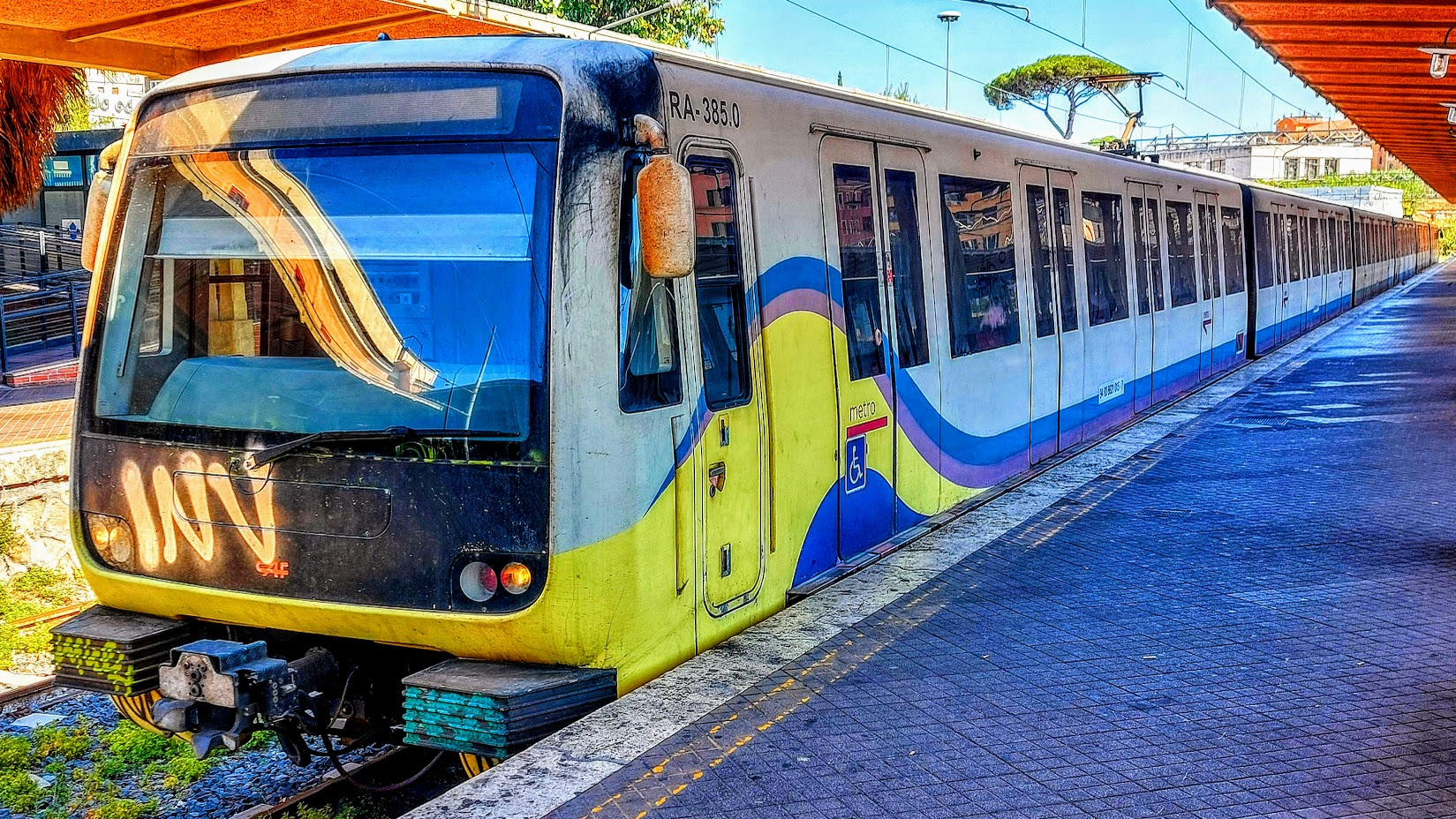
Triebwagen der Strecke Roma–Ostia

Die Metropolitana di Roma S.p.A. war eine Aktiengesellschaft. Sie betrieb den schienengebundenen Nahverkehr in der italienischen Hauptstadt Rom und ihrem Umland – abgesehen von der Straßenbahn Rom, die von der Azienda Tranvie ed Autobus del Comune di Roma (ATAC) betrieben wurde. Sie wurde zum 1. Januar 2010 von der ATAC übernommen.

## Bedeutung
Die Metropolitana di Roma S.p.A. hatte 2500 Angestellte und beförderte in täglich mehr als 1500 Zugfahrten mehr als eine Million Fahrgäste. Alle von ihr betriebenen Linien sind elektrifiziert und außer der Strecke nach Giardinetti in Normalspur errichtet:
- Metropolitana di Roma
  - Linie A, 18,4 km, 27 Stationen und etwa 500.000 Fahrgäste pro Tag
  - Linie B, 18,2 km, 22 Stationen und etwa 350.000 Fahrgäste pro Tag
  - Linie C: 18,1 km, 21 Stationen

- Bahnstrecke Roma Porta San Paolo–Cristoforo Colombo (Lido di Ostia). Sie ist 28,4 Kilometer lang, hat 13 Haltestellen und ca. 110.000 Fahrgäste pro Tag. Sie wird technisch in ihrem Betrieb einer Metrolinie angeglichen und der Fahrplantakt soll erhöht werden. Die Angleichung macht sich am augenscheinlichsten an den neu beschafften Fahrzeugen deutlich, die denen der römischen U-Bahn weitgehend entsprechen.

- Bahnstrecke Roma Laziali–Giardinetti in Spurweite 950 mm. Hier reisen etwa 35.000 Fahrgäste pro Tag. Zwischen Laziali und Panatano betrug die Streckenlänge 17,7 Kilometer. Der Abschnitt Giardinetti–Panatano ist seit dem 4. Juli 2008 geschlossen. Er wird umgebaut, um in die künftige Linie C der Metro integriert zu werden. Derzeit (2008) ruht der Betrieb auf diesem Abschnitt.[1] Früher reichte die Strecke bis San Cesareo.[2] Sie ist der Rest einer ursprünglichen Strecke Rom – Fiuggi – Alatri – Frosinone[3]

- Bahnstrecke Roma Flaminio–Viterbo. Sie war mit 102 Kilometern die längste Strecke der Metropolitana di Roma S.p.A., hat 44 Haltestellen (davon 14 im Stadtgebiet von Rom) und etwa 45.000 Reisende pro Tag. Sie soll modernisiert werden, um einen S-Bahn-ähnlichen Betrieb zu ermöglichen.

## Geschichte

### Anfänge
Die Metropolitana di Roma S.p.A. ist aus einer Reihe von Fusionsprozessen unterschiedlicher Bahngesellschaften hervorgegangen. 1899 wurde eine Eisenbahngesellschaft gegründet, die 1928 verstaatlicht wurde. 1941 übernahm sie die Linien Rom–Lido von der SEFI und Rom–San Cesareo von der Società Ferrovie Vicinali (SFV) und benannte sich in Società Tramvie e Ferrovie Elettriche di Roma (STFER) um.

### STFER
Nach dem Zweiten Weltkrieg wurde die STFER der Stadt Rom übergeben. 1954 erhielt sie das Recht, die U-Bahn von Rom zu betreiben. 1970 kaufte sie die Bahnstrecke Rom Flaminio/Piazza del Popolo–Viterbo von der Società Romana Ferrovie del Nord (SRFN). 1976 verkaufte die STFER ihr Busnetz an die Azienda Tranvie ed Autobus del Comune di Roma (ATAC) und benannte sich in Azienda Consortile Transporti Laziali (Acotral) um. Nach der Fusion mit einer weiteren Gesellschaft (CTL) nannte sie sich seit 1993 COTRAL. 

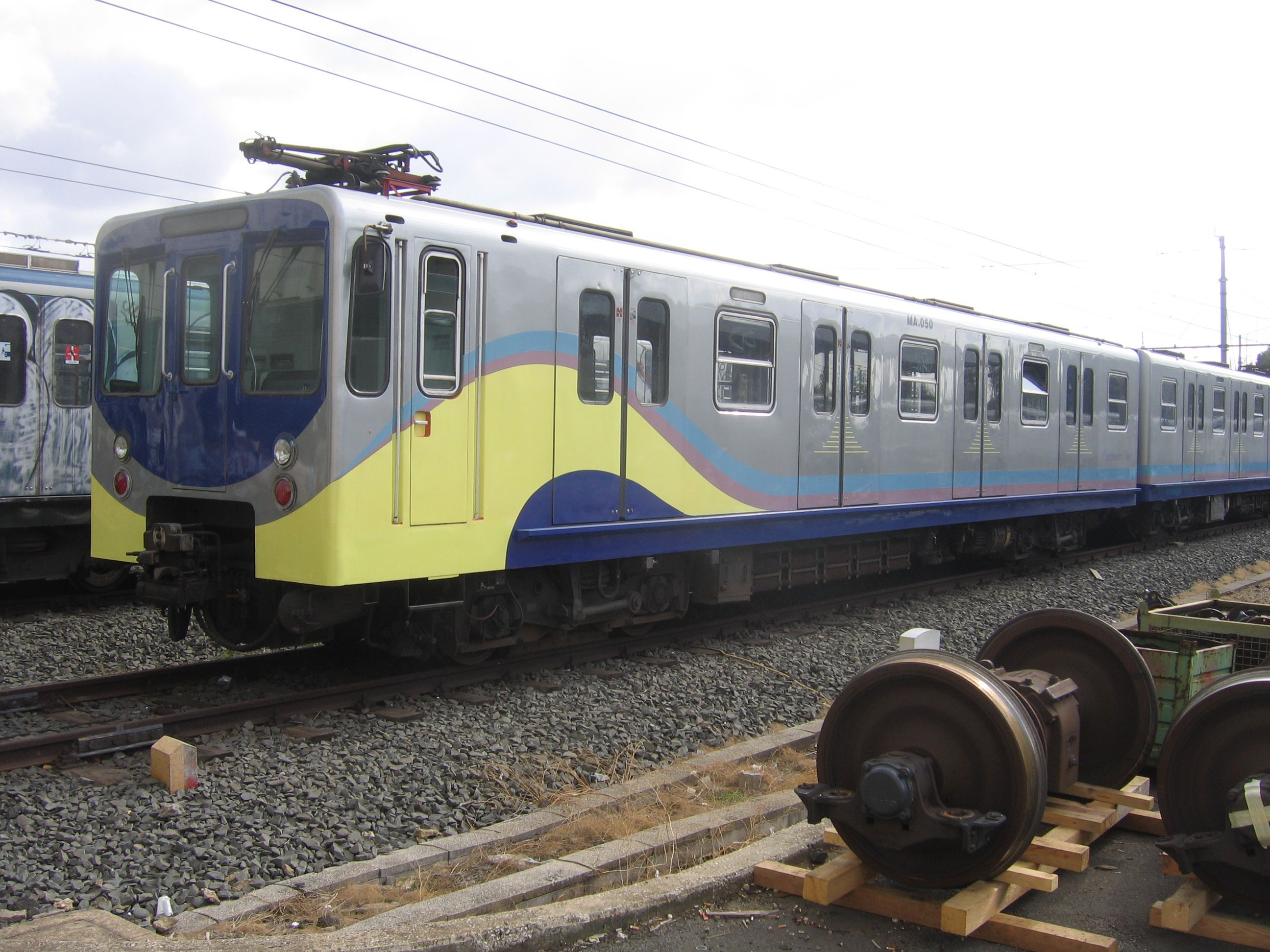
Triebwagen der Strecke Roma–Ostia

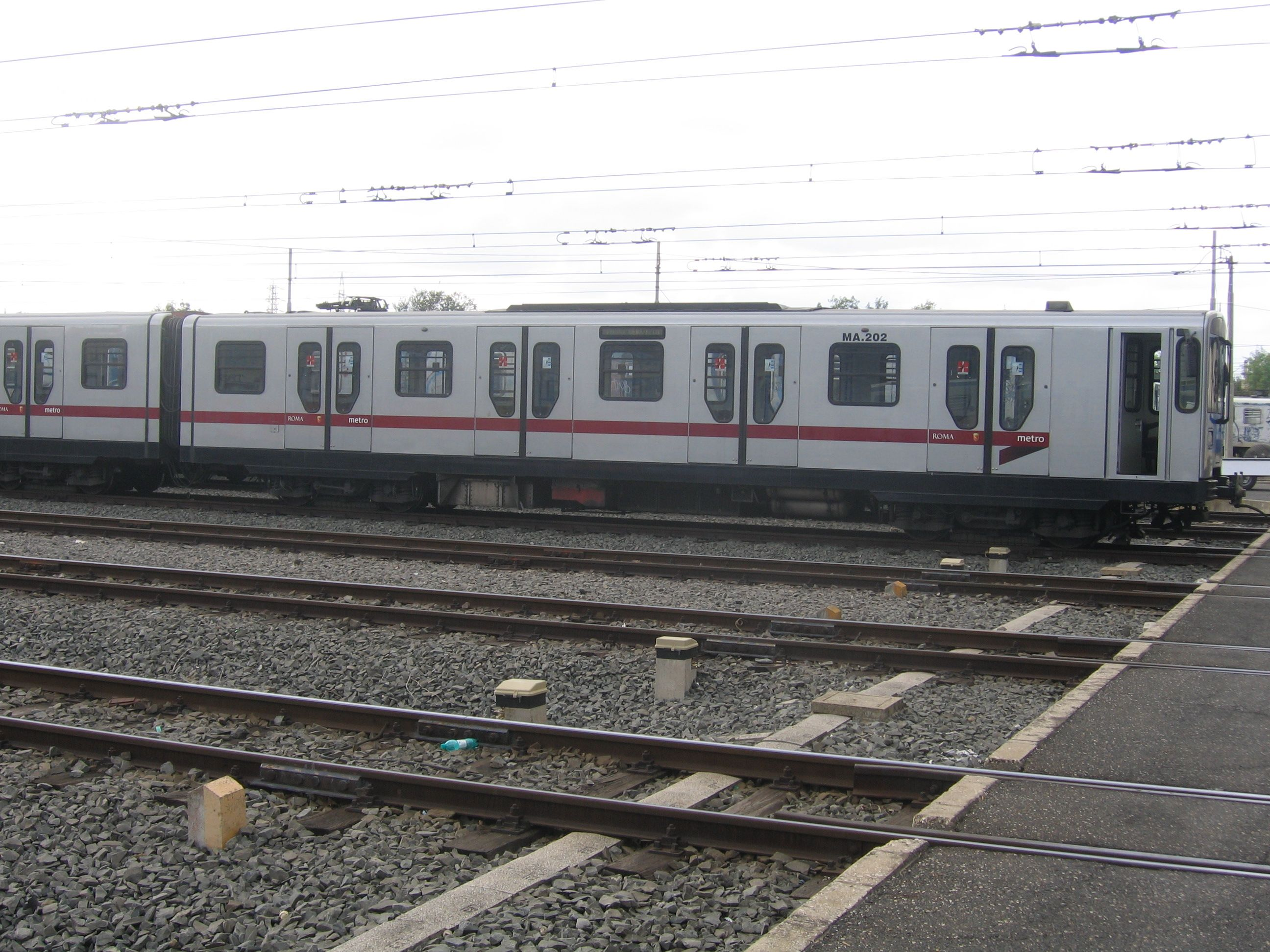
Metro-Zug der neueren Generation

### Metropolitana di Roma S.p.A.
COTRAL spaltete sich 2000 in die beiden Aktiengesellschaften Linee Laziali S.p.A. und Metroferro S.p.A. Letztere wurde 2001 in Metropolitana di Roma S.p.A. umbenannt, die zunächst unter MetRo firmierte und das heute unter metro oder metro ROMA bekannt ist.

### Eisenbahnmuseum
Die Azienda per i Trasporti Autoferrotranviari del Comune di Roma (ATAC) unterhält im Bahnhof Rom Porta San Paolo der Bahnstrecke Rom Porta San Paolo–Cristoforo Colombo (Rom – Lido di Ostia) ein kleines Eisenbahnmuseum. Das Museum ist Montag bis Donnerstag von 9 bis 16 Uhr und Freitag von 9 bis 13 Uhr geöffnet. Der Zugang erfolgt über den westlichen Seitenbahnsteig des Bahnhof Porta San Paolo. Eintrittsgeld wird nicht erhoben, der Zugang ist jedoch nur mit einer gültigen Fahrkarte möglich.